# Nantzha
Nantzha es una localidad de México localizada en el municipio de Tula de Allende en el estado de Hidalgo.

## Geografía
Se encuentra en la región geográfica del Valle del Mezquital. Le corresponden las coordenadas geográficas 20° 03’ 10.041” de latitud norte y 99° 22’ 06.699” de longitud oeste, con una altitud de 2054 m s. n. m. Cuenta con un clima semiseco templado.
En cuanto a fisiografía se encuentra en la provincia de la Eje Neovolcánico, dentro de la subprovincia de subprovincia de Llanuras y Sierras de Querétaro e Hidalgo; su terreno es de sierra. En lo que respecta a la hidrografía se encuentra posicionado en la región del Pánuco, dentro de la cuenca del río Moctezuma, en la subcuenca del río Rosas.

## Demografía
En 2020 registró una población de 1944 personas, lo que corresponde al 1.69 % de la población municipal. De los cuales 1008 son hombres y 1075 son mujeres.
| Gráfica de evolución demográfica de Nantzha entre 1900 y 2020                                |
|                                                                                              |
| Población de los censos y conteos del Instituto Nacional de Estadística y Geografía (INEGI). |